# Alen Skribek
Alen Skribek (Budapest, 11 aprile 2001) è un calciatore ungherese, attaccante del Paks.

## Caratteristiche tecniche
È un'ala destra.

## Carriera

### Club
Cresciuto nel settore giovanile della Puskás Akadémia, nel 2020 viene ceduto in prestito al Csákvári dove fa il suo esordio fra i professionisti, nel pareggio esterno per 1-1 contro il Vác.
Nel gennaio 2020 invece viene ceduto in prestito al Budafok.
Il 30 giugno 2021 viene ceduto nuovamente a titolo temporaneo, questa volta al Zalaegerszeg.

### Nazionale
Nel 2021 viene convocato dalla nazionale under-21 per il campionato europeo di categoria; il 24 marzo scende in campo nel match della fase a gironi contro la Germania.

## Statistiche
Statistiche aggiornate al 14 luglio 2021.

### Presenze e reti nei club
| Stagione               | Squadra                | Campionato             | Campionato | Campionato | Coppe nazionali | Coppe nazionali | Coppe nazionali | Coppe continentali | Coppe continentali | Coppe continentali | Altre coppe | Altre coppe | Altre coppe | Totale | Totale | Totale |
| Stagione               | Squadra                | Comp                   | Pres       | Reti       | Comp            | Pres            | Reti            | Comp               | Pres               | Reti               | Comp        | Pres        | Reti        | Pres   | Reti   |        |
| ---------------------- | ---------------------- | ---------------------- | ---------- | ---------- | --------------- | --------------- | --------------- | ------------------ | ------------------ | ------------------ | ----------- | ----------- | ----------- | ------ | ------ | ------ |
| 2018-2019              | Csákvári               | NB2                    | 14         | 5          | CU              | 0               | 0               |                    | -                  | -                  |             | -           | -           | 14     | 5      |        |
| 2019-2020              | Csákvári               | NB2                    | 7          | 0          | CU              | 0               | 0               |                    | -                  | -                  |             | -           | -           | 7      | 0      |        |
| Totale Csákvári        | Totale Csákvári        | Totale Csákvári        | 21         | 5          |                 | 0               | 0               |                    |                    |                    |             |             |             | 21     | 5      |        |
| gen.-giu. 2020         | Budafok                | NB2                    | 7          | 2          | CU              | 0               | 0               |                    | -                  | -                  |             | -           | -           | 7      | 2      |        |
| 2020-2021              | Budafok                | NB1                    | 26         | 6          | CU              | 4               | 3               |                    | -                  | -                  |             | -           | -           | 30     | 9      |        |
| Totale Budafok         | Totale Budafok         | Totale Budafok         | 33         | 8          |                 | 4               | 3               |                    | -                  | -                  |             |             |             | 37     | 11     |        |
| 2021-gen. 2022         | Zalaegerszeg           | NB1                    | 17         | 2          | CU              | 2               | 0               |                    | -                  | -                  |             | -           | -           | 19     | 2      |        |
| gen.-giu. 2022         | Puskás Akadémia        | NB1                    | 16         | 1          |                 | -               | -               |                    | -                  | -                  |             | -           | -           | 16     | 1      |        |
| 2022-gen. 2023         | Puskás Akadémia        | NB1                    | 8          | 0          | CU              | 2               | 0               | UECL               | 1                  | 0                  |             | -           | -           | 11     | 0      |        |
| Totale Puskás Akadémia | Totale Puskás Akadémia | Totale Puskás Akadémia | 24         | 1          |                 | 2               | 0               |                    | 1                  | 0                  |             | -           | -           | 27     | 1      |        |
| gen.-giu. 2023         | Paks                   | NB1                    | 12         | 1          | CU              | 2               | 2               |                    | -                  | -                  |             | -           | -           | 14     | 3      |        |
| Totale carriera        | Totale carriera        | Totale carriera        | 107        | 17         |                 | 10              | 5               |                    | 1                  | 0                  |             | -           | -           | 118    | 22     |        |

## Palmarès

### Club

#### Competizioni nazionali
- Coppa d'Ungheria: 2

Paks: 2023-2024, 2024-2025